# Vandområdeplan 1.6 Djursland
Vandplan eller Vandområdeplan 1.6 Djursland  omfatter  et område på ca. 1.007 km²  i Norddjurs- og Syddjurs Kommuner.
Området strækker sig fra Ebeltoft Vig, Helgenæs og Mols i syd til Hevring Bugt i nord. Mod øst er der lange kyststrækninger ud til Kattegat, hvor øen Anholt ligger. I området ligger byerne  Grenå og  Ebeltoft. I oplandet findes 422 km målsatte vandløb samt 1852 søer og vandhuller, hvoraf 14 søer specifikt er medtaget i vandplanen.  Kystvandene i området omfatter Hevring Bugt, Fornæs, Hjelm Dyb og farvandet omkring Hjelm, Ebeltoft Vig samt farvandet omkring Anholt. Områdets kystvande ligger mellem det salte Skagerrakvand og det brakke Østersøvand.

## Områdebeskrivelse
Arealanvendelsen i vandplanoplandet er domineret af landbrug, og andelen af landbrugsjord udgør 65 %, hvilket er lidt mindre end landsgennemsnittet. Naturarealer som eng, mose, overdrev, søer og vådområder udgør 9 % af oplandet og skov udgør 20 % af oplandet.
I løbet af 1900-tallet er store områder i Djursland opland blevet drænet for at sikre afvanding af landbrugsjord. Med dræningen sker der også en afvanding af vådområder og  enge/mose-områder er forsvundet i løbet af de sidste 100 år, ligesom afvanding af højmoser til tørveskær har ændret karakteren af vådområderne. Mange søer er også forsvundet f.eks.  Kolindsund og Korup Sø som de største. 
- Der er vandløb med en samlet længde på 522 km, hvor det  største vandløb er Kolindsund Nordkanal.
- Der er 14 søer over 5 hektar der indgår i planen. ca. 1852 søer på over 100 m² i hovedvandoplandet. De dækker tilsammen et areal på 1037 hektar. Stubbe Sø på 379 ha, der er Djurslands største.[1]

## Natura 2000
I området ligger helt eller delvist følgende Natura 2000-områder:
- nr. 14 Ålborg Bugt, Randers Fjord og Mariager Fjord
- nr. 46 Anholt og havet nord for
- nr. 47 Eldrup Skov og søer og moser i Løvenholm Skov
- nr. 48 Stubbe Sø
- nr. 51 Begtrup Vig og kystområder ved Helgenæs
- nr. 204 Schultz og Hastens Grund samt Briseis Flak
- nr. 227 Mols Bjerge med kystvande
- nr. 231 Kobberhage kystarealer
- nr. 245 Ålborg Bugt østlige del